# مارسيو موريرا ألفيس
مارسيو موريرا ألفيس هو صحفي وسياسي برازيلي، ولد في 14 يوليو 1936 في ريو دي جانيرو في البرازيل، وتوفي بنفس المكان في 3 أبريل 2009. نشط حزبياً في الحركة الديمقراطية البرازيلية. وقد انتخب عضو مجلس النواب البرازيلي ‏.